# زلینسکی (دهانه)
زلینسکی یک دهانه برخوردی در ماه‌ است.

## دهانه‌های اقماری
این دهانه ۱ دهانه اقماری دارد.
| Zelinskiy | عرض جغرافیایی | طول جغرافیایی | قطر          |
| --------- | ------------- | ------------- | ------------ |
| Y         | ۲۸.۵° S       | ۱۶۶.۶° E      | ۱۳.۰ کیلومتر |